# Cycloptilum irregularis
Cycloptilum irregularis är en insektsart som beskrevs av Love och T.J. Walker 1979. Cycloptilum irregularis ingår i släktet Cycloptilum och familjen Mogoplistidae. IUCN kategoriserar arten globalt som sårbar. Inga underarter finns listade i Catalogue of Life.